# Maryan Wisniewski
Maryan Wisniewski (Calonne-Ricouart, 1937. február 1. – 2022. március 4.) francia válogatott labdarúgó.

## Sikerei, díjai
- Franciaország
  - Labdarúgó-világbajnokság bronzérmese: 1958